# Blanche Descartes
Blanche Descartes était un pseudonyme collectif utilisé par les mathématiciens anglais R. Leonard Brooks, Arthur Harold Stone, Cedric Smith (en) et William Tutte. Les quatre mathématiciens se rencontrent en 1935 alors qu'ils sont étudiants au Trinity College de Cambridge, où ils s'inscrivent à la Trinity Mathematical Society (en) et commencent à se rencontrer pour travailler sur des problèmes mathématiques.

## Histoire
Le pseudonyme provient des initiales de leurs prénoms (Bill, Leonard, Arthur et Cedric) pour former BLAC, étendu à BLAnChe. Le nom de famille Descartes est choisi pour faire un jeu de mots avec l'expression « donner carte blanche ».
Ils publient leurs travaux sous leurs vrais noms en 1940. Néanmoins, Tutte, que l'on pense être celui qui a le plus contribué sous le nom de Blanche Descartes, maintient le canular pendant des années, refusant de reconnaître même en privé sa réalité.

## Travaux
Une trentaine de travaux sont publiés sous ce nom, en comptant de la poésie loufoque et de l'humour mathématique, mais avec également des résultats mathématiques sérieux.
En particulier, le quatuor démontre plusieurs théorèmes portant sur les pavages mathématiques, dont celui de la quadrature du carré, en montrant que tout carré peut être recouvert par des carrés plus petits dont aucun n'a la même longueur. Ils découvrent également la « dissection de Blanche », une méthode pour décomposer un carré en rectangles d'aires égales mais de tailles différentes. Ils modélisent ces problèmes à l'aide de circuits électriques abstraits, une approche qui n'a pas seulement apporté la solution au problème d'origine, mais également des techniques dans le champ des circuits électriques avec des applications plus étendues.